# Чрешњице (Војник)
Чрешњице (словен. Črešnjice) је насељено место у општини Војник, Савињска регија, Словенија.

## Историја
До територијалне реорганизације у Словенији било је у саставу старе општине Цеље.

## Становништво
У попису становништва из 2011. године, Чрешњице је имало 59 становника.
| Број становника према пописима | Број становника према пописима | Број становника према пописима |
| ------------------------------ | ------------------------------ | ------------------------------ |
| 1991                           | 2002                           | 2011                           |
| 57                             | 57                             | 59                             |

Напомена: Године 2011. извршена је мала размена територија између насеља Чрешњице и Сојек (Словенске Коњице).

## Галерија
- цркве и сеоске куће
- знак